# Tvärån Piktjärn (naturreservat)
Tvärån Piktjärn är ett naturreservat i Krokoms kommun i Jämtlands län.
Området är naturskyddat sedan 2010 och är 100 hektar stort. Reservatet ligger norr om Stor-Grässjön och består av granskog och sumpskog.